# Ligne 14 du tramway de Bruxelles
La ligne 14 est une ancienne ligne du tramway de Bruxelles qui a fonctionné jusqu'au 8 janvier 1968.

## Histoire
Elle est supprimée le 8 janvier 1968 lors de la quatrième phase de restructuration du réseau de tramway bruxellois, l'intégralité de son itinéraire est cependant repris, :
- de la gare de Jette jusqu'à la place Simonis à Koekelberg par la ligne 103 ;
- de la place Simonis jusqu'à la place Saint-Denis à Forest par la nouvelle ligne 19.